# Alexandru Golban
Alexandru Golban (Chișinău, 28 febbraio 1979) è un ex calciatore moldavo, di ruolo attaccante.